# Битва при Божанси (1429)
Битва при Божанси́ (фр. Bataille de Beaugency, англ. Battle of Beaugency) — сражение периода Столетней войны, состоявшееся 16 — 17 июня 1429 года между французскими и английскими войсками и ставшее очередным успешным наступательным манёвром французской армии под командованием Жанны д’Арк в рамках Луарской кампании.

## Предыстория
К началу 1429 года практически вся Франция к северу от Луары была оккупирована английскими войсками и их союзниками — бургундцами. Однако рост французского национального сопротивления ланкастерскому режиму в Нормандии, Пикардии, Шампани, Мене и Анжу вынуждал англичан вести жестокую и изнурительную борьбу, не давал им прочно закрепиться на занятых территориях и подрывал, таким образом, власть Бедфорда, лишая герцога возможности привлечь на свою сторону местное население, установить порядок и обеспечить стабильность налоговых поступлений. Неполный характер оккупации и недостаток финансирования привели к тому, что англичане стали стремиться закончить войну, и оптимальное решение заключалось в наступлении на Бурж — столицу дофина Карла (будущего короля Карла VII). Луара, которая фактически стала границей королевских владений, оказалась естественным препятствием на пути англичан, и Бедфорд по совету Солсбери провёл широкую кампанию по её форсированию.
С этой целью были захвачены важнейшие стратегические пункты и осаждён один из наиболее крупных и хорошо укреплённых городов на реке — Орлеан, ключ к центральной Франции. Возникла угроза вторжения англичан на юг и взятия ими под контроль всей долины Луары. И хотя их сил было недостаточно для организации полной блокады города, превосходившие их по численности, но деморализованные французы не предпринимали активных действий до тех пор, пока Жанна д’Арк не убедила дофина выделить войска для освобождения Орлеана.
Французская армия под командованием Жанны д’Арк вынудила англичан снять осаду, и 8 мая 1429 года те покинули свои укрепления. Таким образом, планы английской ставки по продвижению на юг Франции были сорваны. Теперь перед французским командованием стояла иная цель — освободить захваченные англичанами укрепления на Луаре, что, в свою очередь, позволило бы им развить наступление на оккупированный английскими войсками север страны.

### Луарская кампания
Победа при Орлеане вызвала сильное воодушевление среди французов, что дало возможность значительно пополнить французскую армию. После освобождения города Жанна д’Арк попыталась убедить дофина отправиться в Реймс с тем, чтобы провести там церемонию его коронации. Однако путь к Реймсу лежал через земли, занятые англичанами. Возник вопрос о необходимости продолжить военные действия.
…король, будучи в Туре, пригласил к себе сеньоров и военачальников, капитанов и других разумных людей, бывших при его дворе, дабы спросить у них совета, следует ли ему <…> отправиться в Реймс, где ему предстояло принять корону. По каковому вопросу высказаны были разнообразные мнения, причем одни полагали, что ему следует отправиться в Нормандию, другие же напротив, советовали начать с захвата нескольких крупных крепостей на Луаре. 
Карл колебался. Сведения о том, что Бедфорд собирает новые войска, заставляли его сомневаться в успехе операции. Тем не менее, в начале июня военный совет с участием дофина принял решение об освобождении всей долины Луары. В качестве командующего армией был избран герцог Алансонский.
…король <…> решил отправиться в Реймс, однако же, прежде чем оказаться там, ему следовало захватить несколько крепостей на Луаре… король отдал под его [герцога Алансонского] начало множество солдат и артиллерии, приказав ему действовать в согласии с Девой.
Луарская кампания развивалась стремительно и включила в себя следующие основные сражения:
1. Битва при Жаржо
2. Битва при Мен-сюр-Луар
3. Битва при Божанси
4. Битва при Пате

9 июня французская армия, возглавляемая Жанной д’Арк и герцогом Алансонским, также другими командирами, среди которых были Жан де Дюнуа, Жиль де Ре, Этьен де Виньоль по прозвищу Ла Гир и Жан де Сентрайль, выступила из Орлеана. Английский историк А. Бёрн пишет, что это была «хорошо укомплектованная и отлично оснащенная» армия.
…войско их включало и конных и пеших, из каковых некоторые были вооружены гизармами, топорами, арбалетами, иные же свинцовыми молотами. Также у них было весьма много огнестрельного оружия, как то ручного, так и артиллерии…
Численность солдат по разным оценкам насчитывала от двух-трёх до пяти или даже восьми тысяч человек. 12 июня французские войска штурмом взяли Жаржо. После окончания битвы они вернулись в Орлеан, где, согласно одной из хроник, армию ожидало 
…пополнение в количестве шести или семи тысяч латников, многих сеньоров, рыцарей, оруженосцев, капитанов и доблестных солдат…
13 июня командованию стало известно о том, что английские войска во главе с Джоном Фастольфом сосредоточили свои силы под Жанвилем, на равнине Бос. Однако, несмотря на риск, было принято решение продолжить операцию. Вероятно, французские военачальники были осведомлены о низкой боеспособности англичан. Им потребовалось три дня, чтобы реорганизовать свои отряды и подтянуть артиллерию; часть осадных орудий была переправлена по реке на баржах.
В ночь с 15 на 16 июня французы практически с ходу заняли мост через Луару в Мён-сюр-Луар, однако ни одной попытки захватить город ими предпринято не было. Оставив отряд для удержания моста, основные силы продолжили марш по северному берегу реки и в тот же день подступили к Божанси.

### Передвижения английских войск
Сняв осаду с Орлеана, английская армия разделилась: отряд Саффолка отступил к Жаржо, Джон Тальбот и Томас Скейлз увели своих людей в Мён-сюр-Луар и Божанси, остальные отошли в Нормандию и «иные места, занятые ранее». А. Бёрн отмечает, что приняв такое решение, Саффолк «легкомысленно» рассредоточил свои войска. Французский епископ из Лизьё пишет в своей хронике:
Англичане <…> рассеялись по разным крепостям и разным местам.

Хроники также указывают на то, что, вскоре после того, как англичане отступили от Орлеана, несколько французских отрядов отправились за ними в преследование. 
…шли за ними безотрывно вплоть до всех трёх крепостей, укрепления каковых изучили и высмотрели, после чего вернулись [ в Орлеан ].
В частности, известно, что 11 мая отряд под командованием Дюнуа подступил к Жаржо, где атаковал английский арьергард. 
…в течение трёх часов они несколько раз вступали в стычки с англичанами, дабы разведать, возможно ли будет подступить к городу с осадой. Убедившись в том, что ничего не смогут добиться, ибо вода во рвах стояла весьма высоко, они вернулись назад [в Орлеан].
Узнав о поражении под Орлеаном и опасаясь потери остальных позиций в долине Луары, Бедфорд собрал новые войска. 8 июня из Парижа выступили три тысячи солдат под командованием Джона Фастольфа и Томаса Рампстона. Войска двинулись к Этампу, где провели три дня. Узнав об осаде Жаржо, командование приняло решение оставить в городе артиллерию и обоз с тем, чтобы «предоставить их в распоряжение осажденных». В охранение им был выделен небольшой отряд. Основные силы 13 июня прибыли в Жанвиль и встали лагерем на равнине Бос. 16 июня они соединились с отрядом Джона Тальбота численностью в триста — четыреста человек, из них — 40 рыцарей и 200 лучников, вышедших из Божанси накануне ночью.
Утром того же дня был созван военный совет, на котором обсуждались дальнейшие действия в свете французской угрозы и, в частности, возможность контрнаступления у Мён-сюр-Луар и Божанси. Здесь мнения военачальников разделились. Фастольф, имевший больше военного опыта и лучше осведомлённый о состоянии своей армии, не был полностью уверен в успехе операции. Он придерживалася оборонительной тактики и предлагал дождаться подкреплений из Англии. Тальбот, наоборот, был решительно настроен отбить атаку французов. В итоге ему удалось настоять на своём, и рано утром 17 июня английские соединённые войска вышли на марш.

## Божанси
Божанси представлял собой небольшой город в центральной Франции, расположенный на северном берегу Луары в 26 км к юго-западу от Орлеана и 32 км к северо-востоку от Блуа. Захваченный англичанами 25 сентября 1428 года в результате шестидневной осады, он являлся одним из опорных пунктов планируемого ими вторжения в южный регион страны. Владевший Божанси, наряду с Жаржо и Мён-сюр-Луар, контролировал один из основных мостов через Луару (мост в Орлеане был разрушен).

### Донжон Божанси
Оборонительные сооружения города составляли стены с несколькими башнями, донжон — хорошо укреплённая главная башня, расположенная внутри крепостных стен и прикрывавшая мост с подъёмной секцией, и аббатство. Защищал город английский гарнизон из порядка 500—600 человек под командованием Мэтью Гофа и Ричарда Гетина.
- Общий вид на Божанси 
Слева от донжона — аббатство Нотр-Дам, далее — мост через Луару.
- Донжон Божанси, он же «Башня Цезаря».
- Фасад аббатства Нотр-Дам.
- Мост через Луару.

В ходе осенней кампании Солсбери удалось взять Божанси, перейдя Луару через захваченный накануне мост в Мён-сюр-Луар и обойдя город с южного берега реки. Английские войска предприняли одновременную атаку на башню с севера и на мост с юга, и гарнизон сдался. Эту же тактику собиралась использовать французская армия.

## Битва

### 16 июня. Начало осады
В полдень 16 июня французская армия достигла предместий Божанси. Городские укрепления здесь были слабыми, а французские силы превосходили численность гарнизона более, чем в десять раз, поэтому англичане по приказу Гофа, руководившего обороной, оставили город и сконцентрировались на защите моста и главной башни. Против них была задействована осадная артиллерия. В городе тем временем завязались ожесточённые бои, 
…ибо многие англичане прятались в домах и лачугах бедноты, откуда внезапно атаковали французов…

### 17 июня, утро. Прибытие Артура де Ришмона
На следующий день, 17 июня, осада продолжилась. В это же утро к французским войскам присоединился Артур де Ришмон, который привел с собой около 1200 бретонцев, из них 400 рыцарей и 800 лучников. Его появление было для французов неожиданным. Дело в том, что ещё в июле 1428 года коннетабль впал у дофина в немилость и был объявлен предателем. Более того, Карл запретил герцогу Алансонскому поддерживать с ним связь. Причиной тому послужила сомнительная лояльность Ришмона англо-бургундской коалиции, а также придворные интриги Ла Тремуя, который вёл активную борьбу за власть в королевском правительстве. Тем не менее, коннетабль оставался уважаемым командиром, а его отряд, несомненно, укрепил бы французскую армию, особенно в свете известия о приближении трёх тысяч англичан.

### 17 июня, день. Прибытие армии Фастольфа-Тальбота
В этот же день авангард армии Фастольфа-Тальбота, возглавляемый Карлом де Ла Роми и Пьером Буже, достиг Мён-сюр-Луар и, не переходя реку (мост всё ещё находился в руках французов), направился к Божанси. Примерно в четырёх километрах к юго-востоку от города дорога пролегала через небольшую низину и затем поднималась вверх на невысокую холмистую гряду. Оттуда просматривался гребень другой возвышенности, пересекающей дорогу на расстоянии около 730 метов. Узнав о приближении англичан, французы приступили там к развёртыванию своих войск, таким образом блокировав им подступ к Божанси и, очевидно, намереваясь дать бой. Английская армия также начала выстраиваться в боевой порядок, ожидая французской атаки, однако её не последовало. Вечером Фастольф отправил к французам гонцов с предложением устроить поединок между тремя рыцарями с каждой стороны, либо перейти в наступление, однако французы проигнорировали вызов. Английский военачальник не собирался атаковать первым — французские силы превосходили его отряд, и ввиду бездействия с их стороны, он принял решение отступить к Мён-сюр-Луар. Предполагается, что отступление Фастольфа было вызвано его намеренем подойти к городу с южного берега Луары, через мост, удерживаемый английским гарнизоном. С этой целью он предпринял попытку отбить занятый французами мост в Мён-сюр-Луар.

### 17 июня, ночь. Капитуляция Божанси
Тем временем, осада Божанси продолжалась. Положение английского гарнизона казалось его капитанам безнадёжным, о прибытии Фастольфа им известно не было. К концу дня осаждёнными было принято решение о сдаче; в качестве парламентёров выступили капитан Гетин и герцог Алансонский. Переговоры, продолжавшиеся почти до полуночи, закончились договорённостью сторон о том, что 
…англичане оставят замок и мост, им же будет позволено на следующий день уйти прочь, захватив с собой осёдланных и взнузданных коней, а также движимое имущество, цена какового не превысит марку серебром для каждого уходящего; при том, что дадут обязательство не брать в руки оружие ранее, чем через десять дней.
Таким образом, город был сдан.

## Последствия
Около 7 утра 18 июня английский гарнизон в сопровождении Амбруаза де Лоре покинул Божанси, и спустя примерно час французы заняли город. Одновременно с этим герцог Алансонский собрал шестьсот копий для поддержки отряда, удерживающего мост в Мён-сюр-Луар.
Предполагается, что англичане ушли через Бос на запад в Ле-Ман или, что вероятнее, на север — в Жанвиль, и далее — либо в Париж, либо в Шартр и оттуда — в Нормандию. Так или иначе, с войсками Фастольфа-Тальбота они не встретились.

Последние же, отступив к Мён-сюр-Луар, попытались отбить мост, захваченный французами двумя днями ранее. Всю ночь они вели по нему артиллерийский огонь, и около 8 утра уже приготовились к штурму, однако получили известие о том, что гарнизон Божанси сдался и, более того, французские войска собирают силы для наступления на Мён-сюр-Луар. В связи с этим захват моста стал бессмысленным, как, вероятно, бессмысленной казалась и попытка удержать город. Поэтому английское командование приняло решение оставить свою последнюю позицию на Луаре и вместе с гарнизоном Мён-сюр-Луар, возглавляемым Скейлзом, отступить в Жанвиль.
…англичане <…> выстроившись в боевой порядок, ушли прочь из города.
Таким образом, французам удалось с минимальными потерями закрепить за собой два стратегически важных пункта и развить наступление на оккупированные англичанами северные территории.

## Увековечение памяти о битве
- Памятник Жанне д'Арк 
на площади Сен-Фирмин 
Божанси